# Harald Pinger
Harald Pinger (* 9. Januar 1960 in Leverkusen) ist ein deutscher Manager.
Er hat an der Universität Köln Betriebswirtschaftslehre mit Schwerpunkt Steuerrecht und Wirtschaftsprüfung studiert und die Ausbildung als Diplom-Kaufmann abgeschlossen. Von 1987 bis 1995 war er bei Unilever tätig, anschließend im Fresenius-Konzern, wo er unter anderem als Leiter Controlling bei Fresenius Medical Care und als Finanzvorstand bei Fresenius Kabi beschäftigt war. Im Oktober 2002 wechselte er als Finanzgeschäftsführer zu Messer Griesheim, einem Hersteller technischer Gase. Später wechselte der als Sanierungsfachmann geltende Manager zu KarstadtQuelle.
Ab dem 1. Oktober 2004 war er Finanzvorstand des Waren- und Versandhauskonzerns KarstadtQuelle. Dort war er auch für den Immobilienbereich zuständig.
Nach dem Ausscheiden von Christoph Achenbach übernahm er interimsweise von April bis 12. Mai 2005 den Vorstandsvorsitz des Konzerns. Des Weiteren war er – ebenfalls vorübergehend, bis 31. Dezember 2005 – für den Unternehmensbereich Versandhandel zuständig. Am 21. Dezember 2006 verließ er das Unternehmen aus persönlichen Gründen, sein Nachfolger wurde Peter Diesch. Harald Pinger war vom 1. September 2007 an CEO und exekutives Mitglied des Verwaltungsrats sowie Präsident dieses Ausschusses bei der Jelmoli Holding.
Am 1. August 2008 übernahm er das Amt des Finanzvorstandes beim Gabelstaplerkonzern Kion Group.
Heute ist Harald Pinger als privater Investor tätig und Mitglied im Aufsichtsgremium (Board of Directors) von Biotx.ai, Neotiv, Advitos and Apriwell.
Seit Januar 2023 ist er zusätzlich CEO der Humify GmbH, die er als Ausgründung eines Max-Planck-Institutes zusammen mit Markus Antonietti und Andreas Dittes gründete.